# Rua Augusta (serie de televisión)
Rua Augusta es una serie dramática de televisión brasileña basada en la serie israelí "Allenby St". que se estrenó en TNT Brasil el 15 de marzo de 2018. Es la primera serie original brasileña estrenada por TNT (Brasil) en coproducción con O2 Filmes. Está dirigida por Pedro Morelli y Fábio Mendonça, y escrita por Ana Reber, Jaqueline Vargas y Julia Furrer.
La serie trae como escenario principal la cultura clandestina y la prostitución en la Rua Augusta , una de las calles más emblemáticas de la ciudad de São Paulo.

## Trama
La narrativa acompaña la historia de Mika (Fiorella Mattheis), quien trabaja como estríper en la discoteca Love. En este bullicioso escenario, construye una vida relativamente normal y oculta hechos de su pasado. A lo largo de la serie, tendrá una relación amorosa y desarrollará una gran sociedad con Alex (Lourinelson Vladmir), quien es el gerente del club nocturno Hell.

## Reparto
- Fiorella Matheis como Mika
- Pathy de Jesús como Nicole
- Rodrigo Pandolfo como Emilio
- Milhem Cortaz como Raúl
- Lourinelson Vladmir como Alex
- Zemanuel Pinheiro como Cézar
- Glamour García como Babete
- Rui Ricardo como Dimas
- Carlos Meceni como Mauricio Amaral
- Rafael Dib como Lucas

## Transmisión
La serie se estrenó en TNT Brasil el 15 de marzo de 2018. El servicio de streaming Amazon Prime Video compró los derechos para transmitir la serie en América Latina.
Se estrenó en televisión de  América Latina en TNT Series el 16 de marzo de 2018.
Se anunció que Amazon Prime Video lo distribuirá en toda la región.